# Oenoptila transmigrata
Oenoptila transmigrata là một loài bướm đêm trong họ Geometridae.